# 粉紅派對
粉紅派對是臺灣流行女子音樂團體，由林秋萍、林嘉萍姊妹組成。於1989曾出過唱片《半透明的心》、《親密疏遠》。曾入圍第一屆金曲獎的最佳演唱組獎。陽光派對一曲為1989年臺灣電視公司八點檔連續劇《又見郵差來按鈴》的主題曲。

## 外部連結
1. https://www.bamid.gov.tw/information_176_64085.html Archive.today的存檔，存档日期2018-11-24